# 青森県道246号水喰野辺地線
青森県道246号水喰野辺地線（あおもりけんどう246ごう みずはみのへじせん）は、青森県上北郡東北町から同郡野辺地町に至る一般県道である。

## 概要
東北町字水喰向の国道394号交点からほぼ西へ進み、下北半島縦貫道路高架を立体交差のあと、野辺地町字坊ノ塚で国道279号現道交点に至る。

### 路線データ
- 起点：上北郡東北町字水喰[1]
- 終点：上北郡野辺地町大字野辺地[1]

## 歴史
- 1973年（昭和48年）7月10日 - 県道に認定される[1]。

## 地理

### 通過する自治体
- 上北郡
  - 東北町
  - 野辺地町

### 交差する道路
- 国道394号（起点）
  - 青森県道25号東北横浜線（起点から100 m北で接続）
- 国道279号（終点）

### 沿線の施設など
- 東北町立水喰小学校（2019年3月末閉校）
- 東北町営牧牧場
  - 町民の森萠出山
- 横沢山協同放牧場
- 愛宕公園
  - コミュニティーセンター
  - 愛宕神社
  - 花鳥号銅像